# تقوع
تقوع (به لاتین: Tuqu') یک شهرک در کرانهٔ غربی رود اردن است که در استان بیت‌لحم واقع شده‌است.

## خصوصیات
تقوع ۸٬۸۸۱ نفر جمعیت دارد.